# Olivier Foucart
Olivier Foucart (* 5. Juli 1984) ist ein belgischer Basketballtrainer und ehemaliger -spieler.

## Werdegang

### Spieler
Foucart gehörte von 2007 bis 2009 zum Aufgebot des belgischen Erstligisten Okapi Aalstar, in der Saison 2010/11 spielte er in derselben Liga für Optima Gent. Seine Spielerlaufbahn beendete er 2013 bei Basket Waregem.

### Trainer
Noch während seiner Spielerlaufbahn betätigte sich Foucart als Trainer, war 2011/12 gleichzeitig Co-Trainer beim Erstligisten Optima Gent und Trainer an einer Sportschule in Löwen.
Er war als Trainer beim BBC Falco Gent tätig. Zwischen 2015 und 2019 hatte er das Traineramt bei Basket Waregem inne, gewann mit der Mannschaft die Zweitligameisterschaft.
2021 nahm Foucart das Angebot an, als Assistenztrainer zum deutschen Bundesligisten BG Göttingen zu wechseln, arbeitete dort unter Roel Moors und wurde 2023 dessen Nachfolger im Amt des Cheftrainers. Mitte Januar 2025 wurde Foucart von den Niedersachsen entlassen, nachdem im vorherigen Verlauf der Saison 2024/25 von 13 Bundesliga-Spielen zwölf verloren worden waren.
Im Juni 2025 wurde Foucart als neuer Trainer von Okapi Aalstar vorgestellt.

### Nationalmannschaft
Foucart war in den Jahren 2010 und 2011 Co-Trainer der belgischen U16-Nationalmannschaft, als Cheftrainer betreute er von 2014 bis 2018 die U18-Auswahl des Landes und in den Jahren 2018 und 2019 die U20-Nationalmannschaft. 2018 wurde er Co-Trainer der belgischen Herrennationalmannschaft. Als solcher war er bis 2022 tätig.